# Eduardo Ortiz de Landázuri
Eduardo Ortiz de Landázuri (ur. 31 października 1910 r. w Segowii, zm. 20 maja 1985 r. w Pampelunie) – hiszpański lekarz, profesor medycyny, członek Opus Dei i Sługa Boży Kościoła Katolickiego.

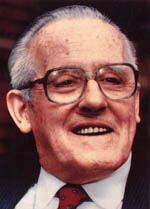
Profesor Eduardo Ortiz de Landázuri

## Życiorys
Eduardo Maria Enrique Ortiz de Landázuri Fernandez de Heredia, w języku polskim znany również jako Edward Ortiz de Landazuri. Studia medyczne ukończył w 1933 r., w 1944 r. uzyskał stopień doktora nauk medycznych. Podczas wojny domowej w 1938 r. jego ojciec - jako katolik - został rozstrzelany przez republikanów, co spowodowało u  Edwarda kryzys wewnętrzny, po przezwyciężeniu którego postanowił poświęcić życie służbie chorym. Prowadził prywatną praktykę lekarską oraz kierował katedrami patologii na Wydziale Medycyny w Kadyksie i Uniwersytecie w Grenadzie. W 1952 r. wstąpił do Opus Dei. Na prośbę założyciela Opus Dei, św. Josemarii Escrivy de Balaguer, przeniósł się do Pampeluny, by zaangażować się w organizowanie Uniwersytetu Nawarry, gdzie pełnił obowiązki prorektora. Jako profesor kierował Kliniką Uniwersytetu Nawarry, która uzyskała doskonałą renomę. 
Był starszym bratem Guadalupe Ortiz de Landázuri. Od 1941 r. był żonaty z Laurą Busca Otaegui, z którą mieli siedmioro dzieci. 15 czerwca 2013 został otwarty również jej proces kanonizacyjny.
11 grudnia 1998 r. w Pampelunie rozpoczął się archidiecezjalny proces beatyfikacyjny, zakończony w 2002 r., po czym dokumenty przekazano do Kurii Rzymskiej.